# Luis Andrés Villalón Vega
Luis Andrés Villalón Vega (Calama, 27 de junio de 1996) es un empresario, científico y educador chileno.
Es fundador de la startup tecnológica VC Technologies (Token-North Analytics), orientada al desarrollo de inteligencia artificial aplicada a la educación y el deporte. En 2025, fue incluido en la lista 30 Under 30 de Forbes Chile en la categoría de negocios y finanzas. Anteriormente había sido incluido por Premio Impacto Social Chile de la Universidad Andrés Bello como uno de los "10 jóvenes emprendedores sociales más innovadores de Chile en 2020 " 

## Trayectoria
Nacido en Calama, Chile, desde 2019 reside en Buenos Aires. Inició sus estudios en la Facultad de Ciencias de la Actividad Física y Salud de la Universidad de Playa Ancha donde obtuvo su licenciatura y maestría en Educación, en Valparaíso.
En 2017 fue seleccionado por el Instituto Federal de Educación, Ciencia y Tecnología de RN por la iniciativa llamada "Motriciapp Elemental", aplicación móvil que digitaliza el "Harris test of Lateral Dominance, 1957.
En 2019 obtuvo el reconocimiento con el mérito Sello Universidad de Playa Ancha por su Destacada Trayectoria Profesional, en los campos de emprendimiento, innovación y educación.
En 2022, Villalón realizó pasantías formativas en Silicon Valley en empresas como Google, Instagram y Apple, además de capacitarse en machine learning y deep learning en instituciones como Harvard, MIT, UC Berkeley y la New York University.
En el campo de la educación ha colaborado -entre otras publicaciones- para Elige Educar, LXIA y el Instituto Tecnológico de Monterrey de México. Ha sido entrevistado por medios nacionales e internacionales, incluyendo El Mercurio, Infobae, CIPER Chile, y Diario La Tercera, y ha publicado columnas sobre inteligencia artificial, educación pública, gobernanza deportiva y economía del conocimiento. 

## Premios
- 30 Under 30 Forbes Chile, categoría Negocios y Finanzas (2025)
- Fellow Aspire Institute at Harvard University 2022
- Orden al Mérito Ciudadano año 2022 por la Ilustre Municipalidad de Calama[8]
- Fellow Premio Impacto Social 2020 por Youth Action Net Chile
- Sello Universidad de Playa Ancha en Mérito por Trayectoria Profesional Destacada año 2019